# Insinuation
 (février 2014).
Si vous disposez d'ouvrages ou d'articles de référence ou si vous connaissez des sites web de qualité traitant du thème abordé ici, merci de compléter l'article en donnant les références utiles à sa vérifiabilité et en les liant à la section « Notes et références ».
L'insinuation est une formalité d'enregistrement par transcription, systématisée pour les donations par l'ordonnance de Villers-Cotterêts (1539) et progressivement étendue à d'autres actes intéressant les biens et les personnes.

## Insinuation ecclésiastique
Elle est créée en 1554, et ne concerne que les ecclésiastes.

## Insinuation laïque
L'insinuation laïque est, sous l'Ancien Régime, l'inscription sur un registre public d'un acte de nature non ecclésiastique, notamment ceux concernant la mutation des biens immobiliers. Elle a pour but de rendre public ces actes afin d'éviter tout préjudice à ceux qui n'en auraient pas eu connaissance. Dans le cas d'un acte notarié, elle peut être à la charge du notaire ou des parties, auquel cas l'acte indique qu'il est sujet à insinuation.
Mise en place par l'ordonnance de Villers-Cotterêts en 1539, l'édit des insinuations laïques de décembre 1703 la généralise et la rend obligatoire pour une liste d'actes. Il crée des offices de greffiers des insinuations destinés à combler le manque de greffiers des juridictions royales, qui étaient censés les prendre en charge à l'origine. À partir de cette date, on distingue deux insinuations :
1. l'insinuation au centième de denier pour la mutation de biens immobiliers. Le tarif était du centième de denier (1 %) pour la mutation de biens immobiliers. L'héritage en ligne directe, la transmission par contrat de mariage et les donations caritatives étaient exonérés. L'octroi d'un usufruit était taxé au demi-centième de denier (0,5 %).
2. l'« insinuation suivant le tarif » concernait tous les autres actes. Les droits applicables dépendaient de la qualité des parties concernées[3].

En 1704, un nouvel édit supprime les offices et transmet la responsabilité de l'enregistrement et la perception des droits à la ferme des droits de contrôle des actes notariés. En 1719, la Compagnie des Indes devient fermière de la fonction, avec un bail d'une durée théorique de 9 ans, qui s'achève en réalité en 1720. Après une période de réorganisation les fermiers généraux deviennent gestionnaires de l'insinuation, jusqu'à la fin de l'Ancien Régime.

## Archives historiques
À Paris, les greffiers d'insinuations n'ont été établis durablement qu'à partir de 1703 et coordonnés par un « bureau des insinuations de Paris », établi au Châtelet. Deux séries de registres des insinuations ont été conservés : la première, détenue par les Archives nationales (Y 86 à 494) remonte au XVIe siècle et concerne exclusivement les donations ; la seconde, consultable aux Archives de Paris, aborde des matières plus variées : émancipations, légitimations, anoblissements, naturalités, contrats de mariage, séparations de corps, contrats de ventes, dons mutuels, testaments, déclarations de mutations d'immeubles, etc. En matière d'hypothèques, la série des Lettres de ratification et d'opposition démarre dès 1772, soit un an après l'instauration du régime hypothécaire pour l'ensemble du royaume.
À Paris, les insinuations ont largement été dépouillées, et ont fait l'objet de plusieurs instruments de recherche disponibles pour certains sous forme électronique dans la salle des inventaires virtuelles, pour d'autres sous forme de microfiches en salle de lecture (microfiches 6735 à 6814, 10217 à 10572).
Dans les départements, les registres des insinuations laïques sont conservés aux archives départementales en série B (insinuations judiciaires jusqu'en 1703 puis après 1731) et en sous-série 2 C (insinuations suivant le tarif et centième denier). Les registres de l'insinuation ecclésiastique sont classés en série G (clergé séculier). Certains registres d'insinuations sont publiés sous forme numérique :
- 16 : insinuations de Charente sur le site des archives départementales de la Charente.
- 29 : insinuations du Finistère sur le site des archives départementales du Finistère .
- 31 : insinuations judiciaires de la sénéchaussée de Toulouse et d'Albigeois et insinuations fiscales de la Haute-Garonne sur le site des archives départementales de la Haute-Garonne.
- 37 : insinuations de Touraine sur le site des archives départementales d'Indre-et-Loire.
- 69 : insinuations du Beaujolais sur GeneaNet.
- 71 : insinuations du Mâconnais sur le site des archives départementales de Saône-et-Loire.